# Bernhard Gstrein
Bernhard Gstrein (ur. 19 września 1965 w Mils bei Imst) – austriacki narciarz alpejski, srebrny medalista olimpijski.

## Kariera
Po raz pierwszy na arenie międzynarodowej Bernhard Gstrein pojawił się w 1983 roku, kiedy wystartował na mistrzostwach świata juniorów w Sestriere. Zajął tam dwudzieste miejsce w zjeździe oraz trzynaste w slalomie gigancie. W zawodach Pucharu Świata zadebiutował pod koniec 1984 roku. Już 8 grudnia w Puy-Saint-Vincent zdobył pierwsze pucharowe punkty, zajmując dwunaste miejsce w gigancie. Pierwsze podium w zawodach tego cyklu wywalczył 12 stycznia 1988 roku w Lienzu, gdzie okazał się najlepszy w slalomie. W zawodach tych wyprzedził bezpośrednio Włocha Alberto Tombę i Jonasa Nilssona ze Szwecji. W kolejnych latach na podium stawał jeszcze pięciokrotnie, jednak nie zwyciężał. Wszystkie miejsca na podium wywalczył w slalomie: 17 stycznia 1988 roku w Bad Kleinkirchheim był trzeci, 21 grudnia 1988 roku w Sankt Anton był drugi, 12 sierpnia 1989 roku w Thredbo ponownie był trzeci, a 3 grudnia 1989 roku w Mont-Sainte-Anne i 7 stycznia 1990 roku w Kranjskiej Gorze zajmował drugą pozycję. Najlepsze wyniki osiągnął w sezonie 1993/1994, kiedy zajął szesnaste miejsce w klasyfikacji generalnej, a w klasyfikacji slalomu był szósty. Wśród slalomistów zajął ponadto czwarte miejsce w sezonie 1992/1993 i piąte w sezonie 1989/1990.
Największy sukces osiągnął podczas igrzysk olimpijskich w Calgary w 1988 roku, gdzie zdobył srebrny medal w kombinacji alpejskiej. Po zjeździe do kombinacji zajmował piętnaste miejsce, tracąc do prowadzącego Pirmina Zurbriggena ze Szwajcarii 3,30 sekundy. W slalomie uzyskał jednak trzeci wynik, co dało mu drugi łączny czas. Na podium rozdzielił ostatecznie swego rodaka, Huberta Strolza oraz Szwajcara Paula Accolę. Na tych samych igrzyska Gstrein zajął także czwarte miejsce w slalomie, przegrywając walkę o podium z Paulem Frommeltem z Liechtensteinu o 0,24 sekundy. Jeszcze dwukrotnie startował na imprezach tego cyklu, najlepszy wynik osiągając na igrzyskach olimpijskich w Lillehammer w 1994 roku, gdzie był ósmy w gigancie. Kilkukrotnie startował na mistrzostwach świata, najlepszy wynik osiągając podczas rozgrywanych w 1987 roku mistrzostw świata w Crans-Montana, gdzie zajął czwarte miejsce w kombinacji. Lepszy w walce o brązowy medal okazał się tam jego rodak, Günther Mader, który wyprzedził Gstreina o 0,38 punktu. Gstrein dwukrotnie zdobywał mistrzostwo Austrii, w 1984 roku zwyciężając w slalomie i kombinacji. W 1996 roku zakończył karierę.
W 1996 roku otrzymał również Odznakę Honorową za Zasługi dla Republiki Austrii.
Jest bratem Norberta Gstreina.

## Osiągnięcia

### Igrzyska olimpijskie
| Miejsce | Dzień     | Rok  | Miejscowość | Konkurencja | Czas biegu  | Strata    | Zwycięzca            |
| ------- | --------- | ---- | ----------- | ----------- | ----------- | --------- | -------------------- |
| 2.      | 17 lutego | 1988 | Calgary     | Kombinacja  | 36,55 pkt   | +6,90 pkt | Hubert Strolz        |
| 4.      | 27 lutego | 1988 | Calgary     | Slalom      | 1:39,47 min | +0,61 s   | Alberto Tomba        |
| 15.     | 22 lutego | 1992 | Albertville | Slalom      | 1:44,39 min | +3,87 s   | Finn Christian Jagge |
| 8.      | 23 lutego | 1994 | Lillehammer | Gigant      | 2:52,46 min | +0,89 s   | Markus Wasmeier      |
| DNF     | 27 lutego | 1994 | Lillehammer | Slalom      | 2:02,02 min | -         | Thomas Stangassinger |

### Mistrzostwa świata
| Miejsce | Dzień       | Rok  | Miejscowość   | Konkurencja | Czas biegu  | Strata     | Zwycięzca           |
| ------- | ----------- | ---- | ------------- | ----------- | ----------- | ---------- | ------------------- |
| 4.      | 1 lutego    | 1987 | Crans-Montana | Kombinacja  | 28,27 pkt   | +14,07 pkt | Marc Girardelli     |
| 14.     | 4 lutego    | 1987 | Crans-Montana | Gigant      | 2:32,38 min | +3,50 s    | Pirmin Zurbriggen   |
| DNF     | 3 lutego    | 1989 | Vail          | Kombinacja  | 4,72 pkt    | -          | Marc Girardelli     |
| DNF     | 12 lutego   | 1989 | Vail          | Slalom      | 2:02,85 min | -          | Rudolf Nierlich     |
| 14.     | 22 stycznia | 1991 | Saalbach      | Slalom      | 1:55,38 min | +5,37 s    | Marc Girardelli     |
| DNF     | 13 lutego   | 1993 | Morioka       | Slalom      | 1:40,33 min | -          | Kjetil André Aamodt |

### Mistrzostwa świata juniorów
| Miejsce | Dzień    | Rok  | Miejscowość | Konkurencja | Czas biegu  | Strata  | Zwycięzca     |
| ------- | -------- | ---- | ----------- | ----------- | ----------- | ------- | ------------- |
| 20.     | 3 lutego | 1983 | Sestriere   | Zjazd       | 1:24,24 min | +3,57 s | Luc Alphand   |
| 13.     | 5 lutego | 1983 | Sestriere   | Gigant      | 2:15,25 min | +4,66 s | Johan Wallner |

### Puchar Świata

#### Miejsca w klasyfikacji generalnej
- sezon 1984/1985: 77.
- sezon 1985/1986: 115.
- sezon 1986/1987: 33.
- sezon 1987/1988: 18.
- sezon 1988/1989: 24.
- sezon 1989/1990: 17.
- sezon 1990/1991: 29.
- sezon 1991/1992: 49.
- sezon 1992/1993: 26.
- sezon 1993/1994: 16.
- sezon 1994/1995: 41.
- sezon 1995/1996: 69.

#### Miejsca na podium
1. Lienz – 12 stycznia 1988 (slalom) – 1. miejsce
2. Bad Kleinkirchheim – 17 stycznia 1988 (slalom) – 3. miejsce
3. Sankt Anton – 21 grudnia 1988 (slalom) – 2. miejsce
4. Thredbo – 12 sierpnia 1989 (slalom) – 3. miejsce
5. Mont-Sainte-Anne – 3 grudnia 1989 (slalom) – 2. miejsce
6. Kranjska Gora – 7 stycznia 1990 (slalom) – 2. miejsce